# Vitallium
Vitallium is een metaallegering op basis van kobalt, chroom, molybdeen en nog wat andere elementen in kleine percentages. De legering wordt toegepast in implantaten en in schoepen van gasturbines. De bekendste producent is International Nickel.
Vitallium heeft de volgende samenstelling:
| Element           | Gehalte              |
| ----------------- | -------------------- |
| Kobalt            | ± 60%                |
| Chroom            | 25 - 30%             |
| Molybdeen         | 5 - 10%              |
| Overige elementen | (kleine percentages) |

## Toepassingen
ImplantatenIn de orthopedische chirurgie wordt het gebruikt voor inwendige kunstgewrichten en andere implantaten, evenals in de tandtechniek (orthodontie), omdat het praktisch geen allergische reactie door het lichaam oproept.
GasturbinesOnder de type naam Haynes Alloy 21 wordt vitallium gebruikt voor het maken van schoepen voor gasturbines. Deze schoepen worden zwaar belast bij extreem hoge temperaturen.
Containers voor chemicaliënVan vitallium worden houders voor uiterst agressieve chemicaliën gemaakt, die niet of nauwelijks worden aangetast.